# Tanjung Raja Selatan
Tanjung Raja Selatan is een bestuurslaag in het regentschap Ogan Ilir van de provincie Zuid-Sumatra, Indonesië. Tanjung Raja Selatan telt 3291 inwoners (volkstelling 2010).